# 9-氧代-2E-癸烯酸
9-氧代-2E-癸烯酸是一种有机化合物，化学式为C10H16O3。它可以7-氧代辛醛和丙二酸为原料反应制得。它在甲醇中被硼氢化钠还原，可以得到9-羟基-2E-癸烯酸。它和氯化亚砜反应，可以得到相应的酰氯。